# Crwn Thy Frnicatr
Crwn Thy Frnicatr – trzeci studyjny album amerykańskiego zespołu aggrotechowego Psyclon Nine wydany w 2006 roku za pośrednictwem wytwórni Metropolis Records. Tytuł albumu to zniekształcona sentencja "Crown thy (your) fornicator", co w języku polskim znaczy "Ukoronujcie swoich cudzołożników".

## Lista utworów
1. "Bellum in Abyssus" – 1:26
2. "Parasitic" – 4:53
3. "Better Than Suicide" – 5:10
4. "Anaesthetic (For the Pathetic)" – 4:02
5. "The Room" – 1:23
6. "Flesh Harvest" – 4:21
7. "Scar of the Deceiver" – 4:03
8. "Crwn Thy Frnicatr" – 4:33
9. "Visceral Holocaust" – 5:11
10. "Proficiscor of Terminus Vicis" – 4:01
11. "The Purging (A Revelation of Pain)" (zawiera hidden track "Evangelium Di Silenti") – 18:30